# Giro dell'Appennino 1947
Il Giro dell'Appennino 1947, ottava edizione della corsa (all'epoca nota come "Circuito dell'Appennino"), si svolse il 10 agosto 1947 su un percorso di 222 km con partenza e arrivo a Pontedecimo. Fu vinta dall'italiano Alfredo Martini, che completò il percorso in 6h50'00", precedendo i connazionali Egidio Feruglio e Michele Motta. Conclusero la prova 17 dei 29 ciclisti al via.

## Percorso
Organizzata come di consueto dall'Unione Sportiva Pontedecimo, la prova prese il via da Pontedecimo e superò nell'ordine il Passo dei Giovi da sud, Ronco Scrivia, Arquata Scrivia, Novi Ligure (km 48), Serravalle Scrivia, Busalla (km 80), il Passo della Scoffera, Genova, di nuovo Pontedecimo, il Passo della Bocchetta, Voltaggio, Gavi, e di nuovo Arquata Scrivia, Ronco Scrivia, Busalla e il Passo dei Giovi da nord. L'arrivo fu a Pontedecimo dopo 222 km di corsa.

## Ordine d'arrivo (Top 10)
| Pos. | Corridore         | Squadra        | Tempo    |
| ---- | ----------------- | -------------- | -------- |
| 1    | Alfredo Martini   | Welter         | 6h50'00" |
| 2    | Egidio Feruglio   | Wilier Triest. | a 2'20"  |
| 3    | Michele Motta     | Lygie          | a 6'00"  |
| 4    | Settimio Simonini | Wilier Triest. | a 6'30"  |
| 5    | Ezio Cecchi       | Welter         | a 7'00"  |
| 6    | Danilo Montobbio  | S.C. Dall'Orso | a 14'00" |
| 7    | Alfredo Pasotti   | U.S. Azzini    | s.t.     |
| 8    | Vittorio Magni    | Welter         | s.t.     |
| 9    | Vittorio Rossello | Wilier Triest. | s.t.     |
| 10   | Adriano Vignoli   | V.S. Reno      | a 14'10" |